# Antonio Pérez González
Antonio Pérez González, més conegut com a Toni Pérez, (Oviedo, 7 de juny de 1990) és un jugador d'hoquei sobre patins espanyol, que juga a la posició de davanter. Des de la temporada 2018-2019 és jugador del Sporting Club de Portugal.

## Trajectòria
Començà a practicar hoquei sobre patins a la seva ciutat natal, Oviedo. Amb 16 anys aconseguí l'ascens com a campió de Primera Divisió a l'OK Lliga i el subcampionat de la Copa del Príncep amb l'Oviedo HC. Després de la seva marxa a l'HC Liceo fou cedit al seu filial, el Liceo Cerceda, i aconseguí el Campionat d'Espanya júnior i l'ascens com a campió de la primera divisió a l'OK Lliga la temporada 2008-09. Durant la temporada 2009-10 jugà al CP Cerceda (club creat arran de l'ascens del Liceo Cerceda), convertint-se en aquella temporada en el màxim golejador de la màxima categoria de l'hoquei sobre patins espanyol amb 43 gols, empatat amb el davanter de l'HC Liceo Pablo Álvarez. Malgrat haver aconseguit aquesta fita no pogué evitar el descens del club.
Després del descens de l'antic filial de l'HC Liceo fou cedit al PAS Alcoi, club amb el qual debutà en una competició europea a nivell de clubs, la Copa de la CERS, en el club alacantí fou el màxim golejador. Finalitzada la temporada 2010-11, l'HC Liceo el repescà per a 4 temporades, amb l'objectiu de substituir la baixa del davanter argentí Pablo Álvarez. Després de 8 temporades en el club gallec com a titular o cedit, la temporada 2017-2018 fitxà per l'Sporting CP i inicià així la seva carrera esportiva a Portugal.

## Palmarès

### Categories inferiors
- Subcampió d'Espanya juvenil: 2005-06
- Campionat d'Espanya júnior amb el Liceo: 2008-09

### Oviedo HC
- Campió i ascens a la OK Lliga: 2006-07
- Subcampió de la Copa del Príncep: 2006-07

### Liceo Cerceda
- Campió i ascens a la OK Lliga: 2008-09

### HC Liceo
- 1 Copa d'Europa (2011-2012)
- 1 Copa Continental / Supercopa d'Europa (2012)
- 1 Copa Intercontinental (2012)
- 1 Lliga espanyola / OK Lliga (2013)
- 1 Supercopa d'Espanya (2016)

### Sporting CP
- 1 Campionat Nacional de Portugal

### Selecció espanyola
- 1 Campionat d'Europa sub-16 (2005)
- 1 Campionat del Món sub-20 (2009)
- 1 Campionat d'Europa (2012)
- 1 Campionat del Món (2013)